# تپه بالا مشهد زلف‌آباد
[]
تپه بالا مشهد ذلف آباد مربوط به دوران‌های تاریخی پس از اسلام است و در شهرستان فراهان، روستای مشهد ذلف آباد واقع شده و این اثر در تاریخ ۲۳ اسفند ۱۳۴۶ با شمارهٔ ثبت ۷۷۶ به‌عنوان یکی از آثار ملی ایران به ثبت رسیده است.
تپه بالا روستای مشهد ذلف آّباد، اخیراً چندین بار مورد دستبرد افراد ناشناس قرار گرفته است.